# Daillyplein

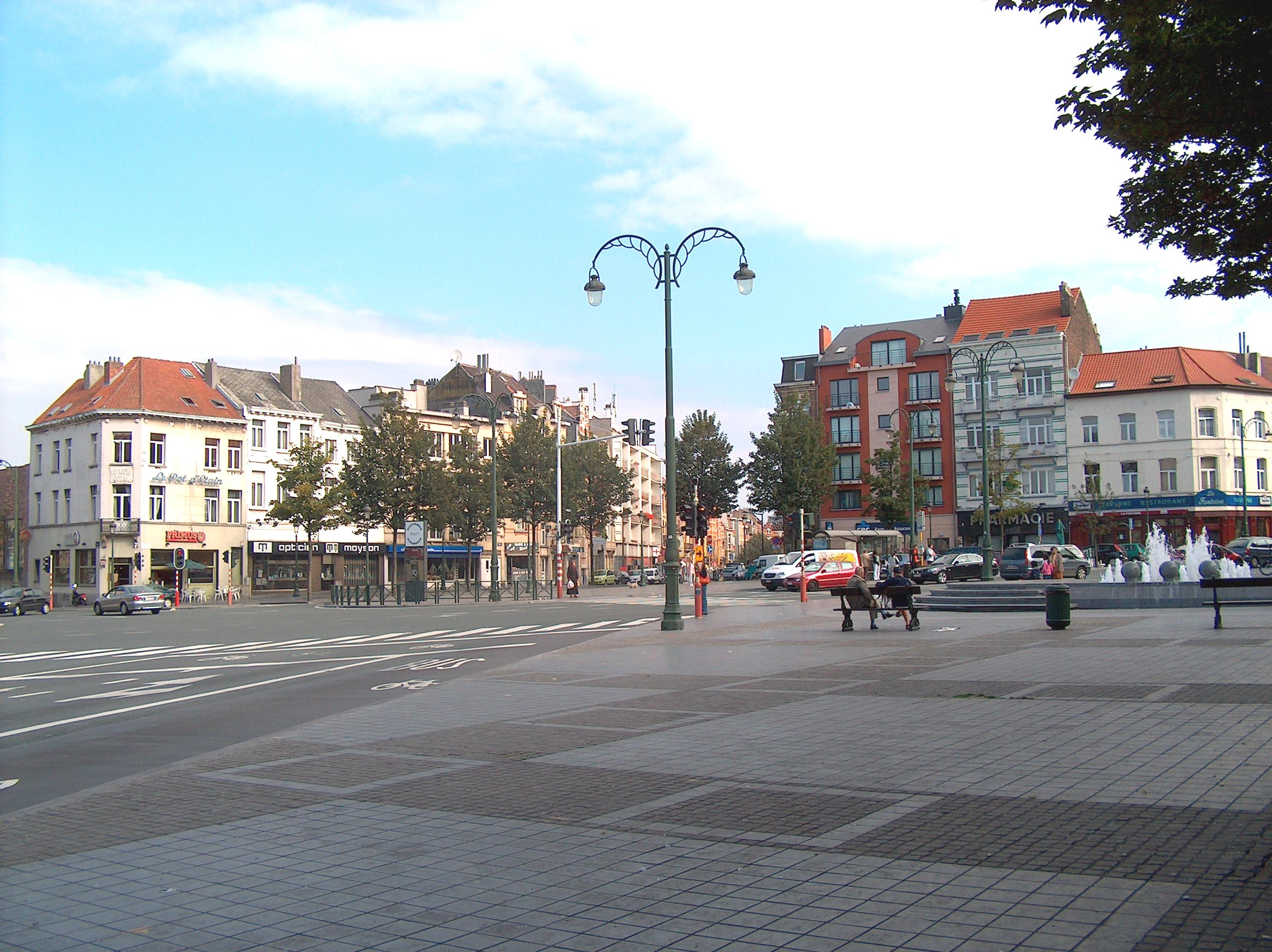
Het Daillyplein gezien vanaf de Prins Boudewijnkazerne

Het (Eugène) Daillyplein (Frans: Place (Eugène) Dailly) is een plein en wegenknooppunt in het zuiden van de gemeente Schaarbeek van het Brussels Hoofdstedelijk Gewest. Het ligt op de samenloop van de Leuvensesteenweg (N2) met de Brabançonnelaan, de Daillylaan en de Chazallaan. De aanleiding voor de aanleg van het plein was de bouw van de eerste Nationale Schietbaan in 1861, voor gebruik door het leger en de burgerwacht. Met het oog hierop had de Belgische staat in 1860 de eigendom verworven van een terrein van bijna 3,5 hectare in het gehucht dat toen Weyenveld heette.
Het plein werd omstreeks 1870 vernoemd naar Eugène Dailly, die burgemeester van Schaarbeek was van 1864 tot 1873. Nadat in 1886 de Nationale Schietbaan was verhuisd naar het gehucht Kattepoel — waar tegenwoordig de openbare omroepen VRT en de RTBF zijn gevestigd — werd op de vrijgekomen gronden een infanteriekazerne gebouwd, genoemd naar Prins Boudewijn. Dit gebouw in eclectische stijl met invloeden van Vlaamse neorenaissance wordt tegenwoordig gebruikt als handels-, kantoor- en woonruimte. In het jaar 1996 vond een volledige heraanleg van het plein plaats, waarbij bomen werden aangeplant en een fontein werd geplaatst.